# Утегенов, Имамбек
Имамбек Утегенов (1894, аул Тегисшилдик, Каркаралинский уезд, Семипалатинская область, Степное генерал-губернаторство, Российская империя — 1992, село Тегисшилдик, Каркаралинский район, Карагандинская область, Казахстан) — скотник колхоза имени Калинина Каркаралинского района Карагандинской области, Казахская ССР. Герой Социалистического Труда (1949).

## Биография
Родился в 1894 году в крестьянской семье в ауле Тегисшилдик Каркаралинского уезда.
С раннего возраста трудился в частном сельском хозяйстве. Во время коллективизации в 1928 году вступил в колхоз имени Калинина Каркаралинского района. Трудился скотником по уходу за бычками.
В 1948 году обслуживал 100 голов крупного рогатого скота и получил с каждой головы в среднем по 1014 грамм суточного привеса. Указом Президиума Верховного Совета СССР от 12 июля 1949 года удостоен звания Героя Социалистического Труда за «получение высокой продуктивности животноводства в 1948 году» с вручением ордена Ленина и золотой медали «Серп и Молот» (№ 4149).
Этим же указом званием Героя Социалистического Труда были награждены труженики колхоза имени Калинина Каркаралинского района чабан Даулетжан Оразалин и скотник Оспан Какетаев.
Трудился в колхозе имени Калинина (после реорганизации — совхоз "Восток) до выхода на пенсию в 1959 году.
Проживал в родном селе Тегисшилдик Каркаралинского района.
Умер в 1992 году.